# سیارک ۱۱۷۵۰۶
سیارک ۱۱۷۵۰۶ (به انگلیسی: 117506 Wildberg، نامگذاری:2005CO25) صد و هفده هزار و پانصد و ششمین سیارک کشف شده‌است که در ۵ فوریه ۲۰۰۵ کشف شد.